# Kéwa
Kéwa är ett departement i Mali.   Det ligger i kretsen Djenne Cercle och regionen Mopti, i den centrala delen av landet, 400 km öster om huvudstaden Bamako.